# Aceh Jaya
Aceh Jaya ist ein indonesischer Regierungsbezirk (Kabupaten) in der indonesischen Provinz und Sonderregion Aceh. Mitte 2023 lebten hier 98.335 Menschen. Der Regierungssitz des Kabupaten Aceh Jaya ist Calang im Kecamatan Krueng Sabee.

## Geographie
Der Regierungsbezirk Aceh Jaya liegt im Nordwesten von Aceh an der Küste des Indischen Ozeans. Der Bezirk erstreckt sich zwischen 4°22′ und 5°16′ n. Br. sowie zwischen 95°02′ und 96°03′ ö. L. Er grenzt im Norden/Nordwesten an den Bezirk Aceh Besar, im Osten an Pidie und im Süden/Südosten an Aceh Barat. Im Westen bildet die etwa 130 Kilometer lange Küstenlinie des Indischen Ozeans eine natürliche Abgrenzung. Zu Aceh Jaya gehören 34 Inseln, die Hälfte ist dem Kecamatan Setia Bhakti zugeordnet.

## Verwaltungsgliederung
Administrativ unterteilt sich Aceh Jaya in 9 Distrikte (Kecamatan) mit 172 Dörfern (Gampong), die in 21 Mukim zusammengefasst sind. Diese Sonderverwaltungseinheit existiert nur in Aceh.
| Code 1   | Kecamatan Distrikt | Ibu Kota Verwaltungssitz | Fläche (km²) | 0Einw.0 2010 20 | Volkszählung 2020 | Volkszählung 2020 | Volkszählung 2020 | Anzahl der Gampong |
| Code 1   | Kecamatan Distrikt | Ibu Kota Verwaltungssitz | Fläche (km²) | 0Einw.0 2010 20 | Einw. 3           | 0Dichte 40        | Sex Ratio 5       | Anzahl der Gampong |
| -------- | ------------------ | ------------------------ | ------------ | --------------- | ----------------- | ----------------- | ----------------- | ------------------ |
| 11.14.01 | Teunom             | Teunom                   | 141          | 17.090          | 13.471            | 95,5              | 101,12            | 22                 |
| 11.14.02 | Krueng Sabee00     | Krueng Sabee             | 588          | 14.247          | 17.814            | 30,3              | 102,43            | 17                 |
| 11.14.03 | Setia Bhakti       | Lageun                   | 629          | 7.512           | 9.073             | 14,4              | 105,83            | 13                 |
| 11.14.04 | Sampoiniet         | Lhok Kruet               | 505          | 11.959          | 7.910             | 15,7              | 103,39            | 19                 |
| 11.14.05 | Jaya               | Lamno                    | 324          | 19.428          | 15.187            | 46,9              | 105,12            | 34                 |
| 11.14.06 | Panga              | Keude Panga              | 405          | 6.546           | 8.513             | 21,0              | 98,16             | 20                 |
| 11.14.07 | Indrajaya          | Kuta Bahagia             | 300          | ★               | 7.476             | 24,9              | 105,33            | 14                 |
| 11.14.08 | Darul Hikmah       | Pajar                    | 575          | ★               | 6.891             | 12,0              | 107,00            | 19                 |
| 11.14.09 | Pasie Raya         | Tuwi Kareung             | 426          | ★               | 6.824             | 16,0              | 98,95             | 14                 |
| 11.14    | Totals             | Calang                   | 3.893        | 76.782          | 93.159            | 23,9              | 102,98            | 172                |
| 11.14    | Kab. Aceh Jaya     | Kab. Aceh Jaya           | 3.893        | 76.782          | 93.159            | 23,9              | 102,98            | 172                |

★ Die Einwohnerzahlen für die neugebildeten Kecamatan sind beim „abgebenden“ Kecamata enthalten.

## Demographie
Zur siebten Volkszählung im September 2020 (indonesisch Sensus Penduduk – SP2020) lebten in Aceh Timur 93.159 Menschen, davon 45.895 Frauen (49,27 %) und 47.264 Männer (50,73 %). Gegenüber dem letzten Census (2010) stieg der Frauenanteil um 1,21 % (39.879 Männer ÷ 36.903 Frauen).
Zur Volkszählung 2020 war die Bevölkerungsmehrheit Muslime. Es gab 21 Protestanten, 9 Katholiken (die meisten im Unterbezirk Krueng Sabee) sowie 8 Buddhisten. Zur Religionsausübung standen 122 Moscheen und 189 Gebetsräume (indonesisch Mushola) zur Verfügung.

### Aktuelle Bevölkerungsdaten
| Kecamatan      | Fläche     | Einwohner gesamt | Männer | Frauen | Dichte Einw. je km² | Sex Ratio (100 M/F) |
| -------------- | ---------- | ---------------- | ------ | ------ | ------------------- | ------------------- |
| Teunom         | 00247,75   | 14.089           | 7.051  | 7.038  | 56,9                | 100,18              |
| Pasie Raya     | 374,87     | 7.185            | 3.619  | 3.566  | 19,2                | 101,49              |
| Panga          | 430,09     | 9.030            | 4.502  | 4.528  | 21,0                | 99,43               |
| Krueng Sabee00 | 731,87     | 18.557           | 9.341  | 9.216  | 25,4                | 101,36              |
| Setia Bhakti   | 478,01     | 9.461            | 4.824  | 4.637  | 19,8                | 104,03              |
| Sampoiniet     | 513,82     | 8.192            | 4.172  | 4.020  | 15,9                | 103,78              |
| Darul Hikmah   | 354,44     | 7.236            | 3.691  | 3.545  | 20,4                | 104,12              |
| Jaya           | 554,59     | 15.826           | 8.066  | 7.760  | 28,5                | 103,94              |
| Indrajaya      | 209,50     | 7.548            | 3.871  | 3.677  | 36,0                | 105,28              |
| ACEH JAYA000   | 3.894,94 1 | 97.124           | 49.137 | 47.987 | 0.24,9              | 102,40              |

### Soziale Daten 2020
| Merkmal                                                           | Kabupaten         | 0Provinz Aceh0 |
| ----------------------------------------------------------------- | ----------------- | -------------- |
| Bev. unter der Armutsgrenze (indonesisch Penduduk miskin) (Tsd.)0 | 12,11             | 814,91         |
| Anteil der „armen Bevölkerung“ (%)                                | 12,87             | 014,99         |
| Arbeitslosenrate (%)                                              | 04,08             | 006,59         |
| Lebenserwartung (in Jahren)                                       | 67,16             | 069,93         |
| HDI-Index                                                         | 69,75             | 071,99         |
| Abhängigenquotient (%)                                            | 53,54             | 052,58         |
| Analphabetenrate (%)                                              | 3,07              |                |
| Anteil der Altersgruppen                                          | 0nach Geschlecht0 | 0Gesamtanteil0 |
| Kinder (männl./weibl.) (%)                                        | 50,81 / 49,19     | 029,24         |
| arbeitsfähige Bevölkerung (männl./weibl.) (%)                     | 051,00 / 49,000   | 065,54         |
| Rentner und Pensionäre (männl./weibl.) (%)                        | 046,89 / 53,110   | 005,22         |

## Geschichte
Mit dem Gesetz Nr. 4 des Jahres 2002 wurden in der Provinz Aceh fünf neue Kabupaten gegründet. Aus dem Kabupaten Aceh Barat wurden zwei neue Kabupaten gebildet, Nagan Raya und eben Aceh Jaya. Ursprünglich aus sechs Kecamatan bestehend, wurden im Jahr 2012 durch das/den Qanun Nr. 3 drei neue Kecamatan durch Abspaltung gebildet:
- Pasie Raya aus Teunom
- Darul Hikmah aus Sampoiniet
- Indra Jaya aus Indra

## Erdbeben 2004
Am 26. Dezember 2004 war Aceh Jaya vom Erdbeben im Indischen Ozean betroffen. Die Region wurde gerechnet auf die Einwohnerzahl am schwersten getroffen, denn es kamen mehr als 20.000 Personen ums Leben.